# Spanisch-Guinea

Wappen von Rio Muni

Spanisch-Guinea war eine spanische Kolonie am Golf von Guinea, die 1968 als Äquatorialguinea unabhängig wurde. Sie bestand aus den Inseln Fernando Póo (heute Bioko), Annobón, Corisco, den zwei Elobey-Inseln und dem Festland Río Muni (heute Mbini). Insgesamt war die Kolonie 26.659 km² groß und zählte 170.000 Einwohner (1949). Hauptstadt war Santa Isabel (heute Malabo) mit 9.000 Einwohnern.

## Geschichte

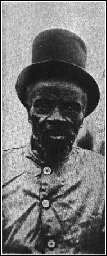
Malabo Löpèlo Mëlaka, König von Malabo 1930

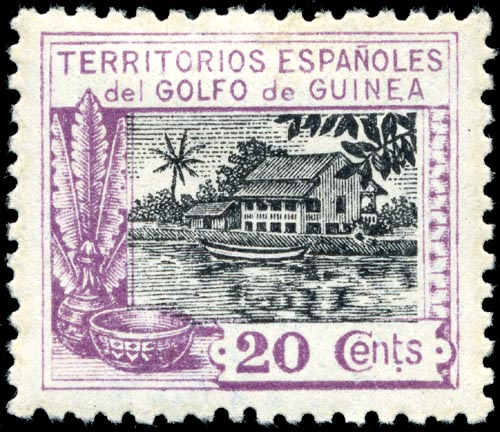
Briefmarke von 1924

1778 wurde Fernando Póo spanisch, nachdem die Insel bereits von den Portugiesen beansprucht wurde, es gelang den Spaniern aber wegen der Feindseligkeiten der Einwohner nicht, sich auf dem Festland selbst festzusetzen. 1841 erlangte Spanien Fernando Poo und Annobón zurück, die in den 1820er-Jahren an Großbritannien verpachtet worden waren. Zwei Jahre später eröffnete Juan José Lerena die erste Niederlassung im heutigen Malabo, die zum Ausgangspunkt der spanischen Erwerbungen auf dem Festland wurde. Durch Verträge mit lokalen Herrschern wurde 1885 ein Protektorat über Río Muni errichtet. Im Vertrag von Paris (27. Juni 1900) konnten Grenzkonflikte mit Frankreich beigelegt werden und aus dem Protektorat Río Muni wurde eine spanische Kolonie. 1909 vereinigte Spanien Río Muni und die vorgelagerten Inseln zu Spanisch-Guinea (spanisch Territorios Españoles del Golfo de Guinea). 1959 kam es wieder zur Aufteilung und Río Muni und Fernando Poo wurden zu spanischen Provinzen erklärt. Im Dezember 1963 wurden sie zum Territorium Äquatorialguinea wiedervereint, im darauffolgenden Jahr erlangte das Territorium eine Teilautonomie. 1968 wurde Äquatorialguinea unabhängig.